# Верхний пищеводный сфинктер
Ве́рхний пищево́дный сфи́нктер (ВПС; синонимы: гло́точно-пищево́дный сфи́нктер, глоточно-пищеводный жом, фарингоэзофагеа́льный сфи́нктер; англ. Upper esophageal sphincter) — сфинктер, расположенный на границе между глоткой и пищеводом.
Функционально является клапаном, пропускающим комки пищи и жидкость из гло́тки в пищевод, не допускающим их обратного перемещения и защищающим пищевод от поступления воздуха во время дыхания.  Трахею от попадания пищи защищает надгортанник.

## Анатомические характеристики
Образован нижним констриктором глотки (лат. musculus constrictor pharyngis inferior), его перстнеглоточной частью. Представляет собой утолщение циркулярного слоя поперечно-полосатых мышц, волокна которых имеют толщину 2,3-3 мм и которые расположены под углом 33-45° по отношению к продольной оси пищевода. Протяжённость утолщения по передней стороне — 25-30 мм, по задней 20-25 мм. Размеры сфинктера: около 23 мм в поперечнике и 17 мм в переднезаднем направлении. Верхняя граница сфинктера находится на расстоянии 16 см от резцов у мужчин и на расстоянии 14 см у женщин.

## Мышечный тонус сфинктера
Мышцы верхнего пищеводного сфинктера в норме вне акта глотания постоянно сокращены. Это обеспечивается непрерывной нервной стимуляцией соматическими волокнами, мотонейроны которых расположены в двойном ядре. Сфинктер остается сомкнутым благодаря эластичности стенки пищевода и тоническому сокращению мышц сфинктера. Торможение мотонейронов этих мышц вызывает снижение мышечного тонуса на 90 %, вследствие чего происходит открытие сфинктера. Верхний пищеводный сфинктер, в основном, сокращается в переднезаднем направлении, при этом его просвет принимает щелеобразную форму.
Во время сна тонус сфинктера снижается. Его закрытое состояние поддерживается только базальным мышечным тонусом. Однако сфинктер мгновенно реагирует на дыхание, положение головы, растяжение, стимуляцию и напряжение и этим защищает пищевод.
Давление, которое создаётся в верхнем пищеводном сфинктере вне фазы глотания, достигает примерно 80-120 мм рт. ст..

## Заболевания
Функциональные расстройства верхнего пищеводного сфинктера могут быть причиной разнообразных заболеваний. Ниже перечислены наиболее специфичные.

### Дисфагия
Причиной дисфагии (нарушения акта глотания) может быть дисфункция верхнего пищеводного сфинктера, вызванная различными заболеваниями: бульбарным полиомиелитом, церебро-васкулярными нарушениями, рассеянным склерозом, мышечной дистрофией, миастенией, дерматомиозитом, фарингоэзофагеальным дивертикулёзом. При этом теряется координация между сокращением глотки и сокращением и расслаблением верхнего пищеводного сфинктера. Сокращение последнего происходит раньше, чем завершается сокращение глотки и, в результате, возникают трудности с глотанием.

### Экстрапищеводные проявлениягастроэзофагеальной рефлюксной болезни
При нарушении запирательной способности верхнего пищеводного сфинктера может происходить проникновение кислого содержимого желудка, а в некоторых случаях даже желчи из двенадцатиперстной кишки, в глотку, гортань или в дыхательные пути. В результате воздействия агрессивных компонентов рефлюксата на слизистую оболочку или этих органов могут возникать или развиваться уже имеющиеся разнообразные респираторные и бронхолёгочные заболевания: апноэ, ларингит, фарингит, синдром бронхиальной обструкции, бронхиальная астма. Заброс рефлюксата через верхний пищеводный сфинктер в глотку и гортань, а также патологическое состояние, вызванное воздействием рефлюксата на глотку или гортань, называется фаринголарингеальным рефлюксом.

## Методы исследования
- Манометрия верхнего пищеводного сфинктера.
- Рентгенологическое исследование глотки и пищевода с применением рентгеноконтрастных препаратов.
- Видеорентгеноскопия.